# Matti Mattsson
Matti Mattsson (Pori, 5 augustus 1993) is een Finse zwemmer. Hij vertegenwoordigde zijn vaderland op de Olympische Spelen 2012, 2016 en 2020. In 2020 behaalde hij een bronzen medaille op  200 meter schoolslag.

## Carrière
Bij zijn internationale debuut, op de Europese kampioenschappen zwemmen 2012 in Debrecen, werd Mattsson uitgeschakeld in de halve finales van de 200 meter schoolslag en in de series van de 50 meter vrije slag en de 50 en de 100 meter schoolslag. Tijdens de Olympische Zomerspelen van 2012 in Londen strandde de Fin in de series van de 200 meter schoolslag.
Op de wereldkampioenschappen zwemmen 2013 in Barcelona veroverde Mattsson de bronzen medaille op de 200 meter schoolslag.

## Internationale toernooien
| Jaar | Olympische Spelen   | WK langebaan    | WK kortebaan  | EK langebaan                                                                  | EK kortebaan   |
| ---- | ------------------- | --------------- | ------------- | ----------------------------------------------------------------------------- | -------------- |
| 2012 | 17e 200m schoolslag |                 | geen deelname | 48e 50m vrije slag 36e 50m schoolslag 27e 100m schoolslag 15e 200m schoolslag | geen deelname  |
| 2013 |                     | 200m schoolslag |               |                                                                               | 12-15 december |

## Persoonlijke records
Bijgewerkt tot en met 2 augustus 2013
Kortebaan
| Afstand         | Tijd    | Datum           | Plaats |
| --------------- | ------- | --------------- | ------ |
| 50m schoolslag  | 27,94   | 2 februari 2013 | Espoo  |
| 100m schoolslag | 1.00,33 | 31 januari 2013 | Espoo  |
| 200m schoolslag | 2.07,50 | 3 februari 2013 | Espoo  |

Langebaan
| Afstand         | Tijd    | Datum           | Plaats    |
| --------------- | ------- | --------------- | --------- |
| 50m schoolslag  | 28,85   | 25 mei 2012     | Debrecen  |
| 100m schoolslag | 1.02,18 | 21 mei 2012     | Debrecen  |
| 200m schoolslag | 2.08,95 | 2 augustus 2013 | Barcelona |